# Eskini
Eskini, Selo Maidu Indijanaca koje se nekada nalazilo na mjestu Durhama, okrug Butte, Kalifornija, čije je stanovništvo izumrlo osim nekolicine preživjelih u Chicu. Mit o stvaranju Maidua usredotočen je na ovo mjesto.
Swanton za ovo selo kaže da se nalazilo na ogranku rijeke Sacramento jugoistočno od Chica, navodeći da pripada Sjeverozapadnim Maiduima (Konkow).